# Igreja Presbiteriana das Filipinas
A Igreja Presbiteriana das Filipinas ('IPF) - em inglês Presbyterian Church of the Philippines - é uma denominação reformada presbiteriana, fundada nas Filipinas em 1987, pela união das missões da Igreja Presbiteriana na Coreia (HapDong), Igreja Presbiteriana na Coreia (TongHap), Igreja Presbiteriana na Coreia (Koshin) e Igreja Presbiteriana na América.

## História
Em 1974, o pastor Choi Chan-Young da Igreja Presbiteriana na Coreia (TongHap) iniciou um trabalho missionário as Filipinas. Outro pastor missionário no país foi Rev. Kim Hwal-Young, que se estalebeu em Manila em 1977.
Desde então, missionários da Igreja Presbiteriana na Coreia (TongHap), Igreja Presbiteriana na Coreia (Koshin) e Igreja Presbiteriana na América estabeleceram-se no país.
Em 1983 foi fundada a Escola Presbiteriana de Teologia, posteriormente renomeada como Seminário Teológico Presbiteriano e em 1987 as missões se uniram para formar a Igreja Presbiteriana das Filipinas.
Em 1989, o Rev. Kim You-Shik separou-se da denominação e fundou a Igreja Presbiteriana Reformada das Filipinas.
Nos anos seguintes, a denominação experimentou um rápido crescimento, passando de 37 igrejas em 1990 para 164 em 2000.  Em 2020, a denominação já era formada por 287 igrejas.
Em 2004, a denominação tinha 5.000 membros, em 45 igrejas.
Em 2020, o Censo das Filipinas relatou 20.818 membros da igreja.

## Doutrina
A IPF subscreve a Confissão de Fé de Westminster, Catecismo Maior de Westminster e Breve Catecismo de Westminster.
Em 2020, o pastor Nelson Dangan, Secretário Geral da Assembleia Geral da IPF, se posicionou durante o debate quanto a lei sobre orientação sexual e igualdade de expressão e identidade de gênero, revelando a oposição da igreja ao casamento entre pessoas do mesmo sexo.

## Relações Intereclesiásticas
A IPF é membro do Conselho Filipino de Igrejas Evangélicas e já foi, anteriormente, membro da Fraternidade Reformada Mundial.